# Mk2 (granata)
La granata Mk2 (Mark 2, Modello 2) è una bomba a mano (comunemente chiamata granata) di fabbricazione statunitense definita anche pineapple ("ananas"), possiede questo nome per la sua forma che ricorda quella del frutto.

## Caratteristiche
Appartiene alla famiglia delle granate a frammentazione, il cui funzionamento è il seguente:
- si toglie la sicura estraendo l'anello sul lato sinistro della testina in alluminio;
- una volta che la bomba è in aria, dopo il lancio, la levetta, che era trattenuta dalla sicura, si separa e cade a terra;
- viene conseguentemente liberato un "percussore", azionato da una grossa molla, che percuote una capsula di fulminante la quale accende la polvere da sparo pressata sottostante, contenuta in un tubicino di circa 3 centimetri, la quale, dopo circa 5/6 secondi, innesca un detonatore che è immerso nel tritolo contenuto nell'involucro della bomba a mano;
- la detonazione del tritolo provoca l'esplosione dell'involucro metallico i cui "quadrettini" vengono scagliati nell'area circostante per un raggio di circa 50 metri.

Conseguentemente il ritardo tra il lancio e l'esplosione, che permette al lanciatore di mettersi al riparo, avviene nel tempo prefissato di 5/6 secondi dovuto al tempo di combustione della polvere da sparo compressa nel tubicino tra la capsula del fulminante e il detonatore.

## Uso bellico
Si tratta della bomba a mano d'ordinanza usata dall'US Army e dall'US Marine Corps a partire dall'ultimo conflitto mondiale, adoperata sia sul fronte europeo sia su quello dell'oceano Pacifico.